# Festivalul Internațional de Film Fantastic de la Avoriaz din 1973
Festivalul Internațional de Film Fantastic de la Avoriaz din 1973 (în franceză Festival international du film fantastique d'Avoriaz 1973) a fost prima ediție a Festivalului Internațional de Film Fantastic de la Avoriaz. A avut loc în Alpii francezi (în stațiunea Avoriaz) în perioada 16-23 ianuarie 1973.
Principalul rezultat al festivalului a fost succesul fenomenal al filmului de televiziune Duel pe autostradă al lui Steven Spielberg, în vârstă de 25 de ani, care a fost în esență prima lucrare celebră de lungmetraj a regizorului. Trebuie avut în vedere faptul că printre concurenții lui Spielberg s-au numărat maeștri celebri ai cinematografiei și ai genurilor horror și science fiction (Marco Ferreri, Mario Bava, Marcello Aliprandi), iar printre filmele prezentate la această primă ediție s-au numărat filme care au intrat ulterior în lista clasicilor genului filmelor de groază și științifico-fantastic: The Abominable Dr. Phibes, Reazione a catena, Dunwich Horror, dar inovația tânărului regizor Spielberg a fost pe gustul juriului condus de celebrul René Clément, juriu în care au fost membri maeștri precum Christopher Lee, Juan Luis Buñuel și Alain Robbe-Grillet.

## Juriu
- René Clément (președinte)
- Juan Luis Buñuel
- Robert Enrico
- André Farwagi
- Gaston Ferdière
- Gourmelin
- René Gainville
- Nelly Kaplan
- Christopher Lee
- André Pieyre de Mandiargues
- Alain Robbe-Grillet
- Claude Tchou

## Selecție

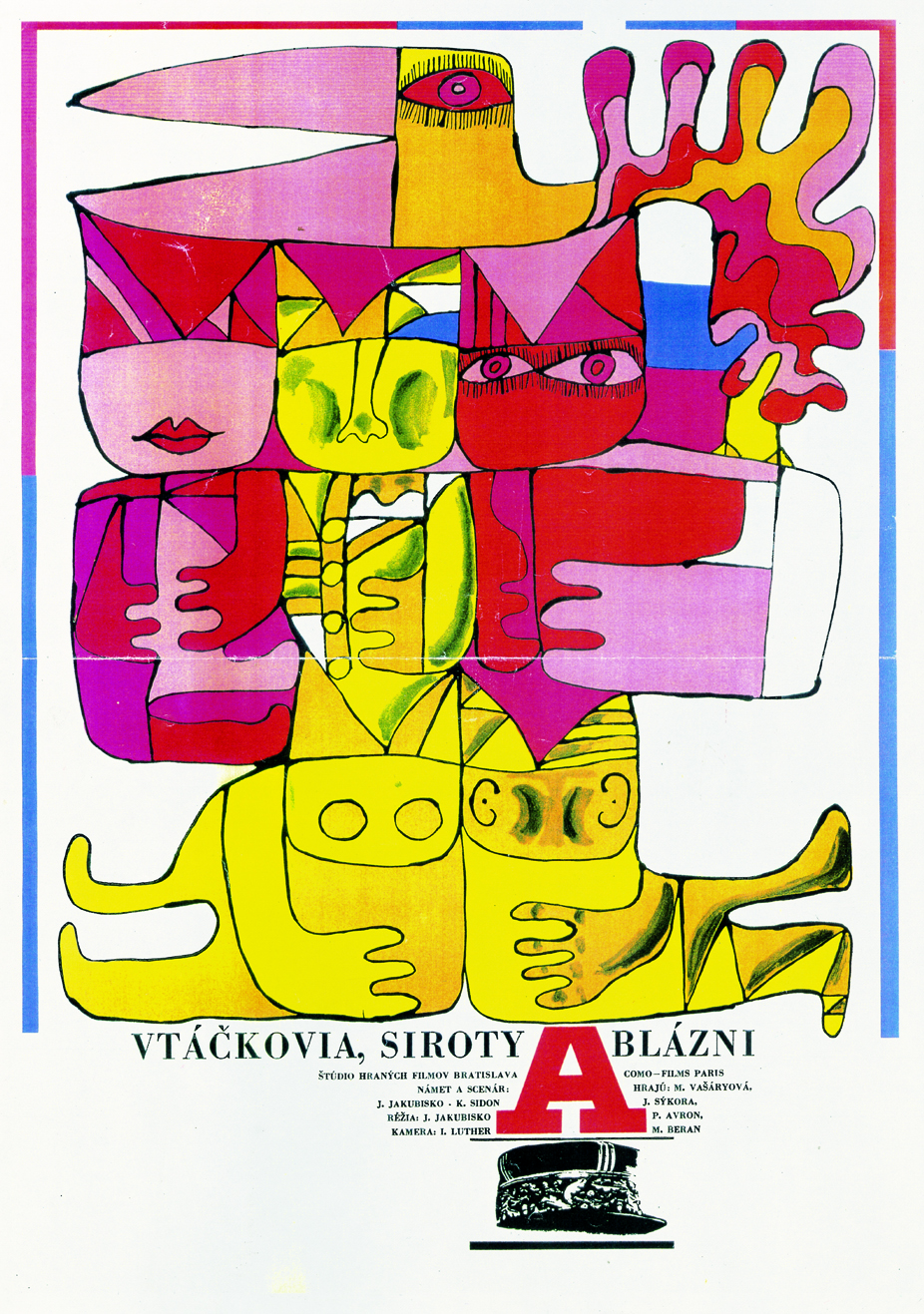

### În competiție
- L'Abominable Docteur Phibes (The Abominable Dr. Phibes) de Robert Fuest ( Regatul Unit -  Statele Unite ale Americii)
- La Baie sanglante (Reazione a catena) de Mario Bava ( Italia)
- Duel pe autostradă de Steven Spielberg ( Statele Unite ale Americii)
- Horreur à volonté (Dunwich Horror) de Daniel Haller ( Statele Unite ale Americii)
- Les Crapauds (Invazia broaștelor) de George McCowan ( Statele Unite ale Americii)
- Les Oiseaux, les Orphelins et les Fous (Vtackovia, siroty a blazni) de Juraj Jakubisko ( Cehoslovacia)
- La ragazza di latta de Marcello Aliprandi ( Italia)
- La Semence de l'homme (Il Seme dell'uomo) de Marco Ferreri ( Italia)
- Silent Running de Douglas Trumbull ( Statele Unite ale Americii)
- Themroc de Claude Faraldo ( Franța)

### În afara competiției
- Aelita (1924) de Iakov Protazanov  Uniunea Sovietică
- Diavolul din doamnișoara Jones de Gerard Damiano  Statele Unite ale Americii

## Premii
- Marele premiu (Grand prix): Duel pe autostradă de Steven Spielberg
- Premiul II: Les Oiseaux, les Orphelins et les Fous de Juraj Jakubisko
- Premiul pentru cel mai bun actor: Michel Piccoli îm Themroc de Claude Faraldo
- Premiul special al juriului: Themroc de Claude Faraldo
- Premiul criticii: Themroc  de Claude Faraldo